# Mary Elizabeth Williams
Mary Elizabeth Williams (* 1977 in Philadelphia) ist eine amerikanische Opernsängerin (dramatischer Sopran).
Williams begann ihre Ausbildung am Luther College in Iowa und schloss dort einen Bachelor in Englischer Literaturwissenschaft ab, bevor sie sich ganz dem Gesang widmete.
Zu ihrem Repertoire zählen unter anderem die Titelrolle in Puccinis Tosca, diverse Hauptrollen in Verdi Opern so z. B. Abigaille in Nabucco, Leonora in La forza del destino oder  Lady Macbeth in Macbeth, sowie Elisabetta in Donizettis Maria Stuarda.
Im November 2016 gab sie ihr Debüt an der Mailänder Scala als Serena in Gershwins Porgy and Bess.
In den letzten Jahren führten sie Engagements regelmäßig an die Seattle Opera, die Welsh National Opera, ans Theater St. Gallen und zu den St. Galler Festspielen.
Williams ist mit dem italienischen Tenor Lorenzo Decaro verheiratet und lebt in Italien.